# 85度C

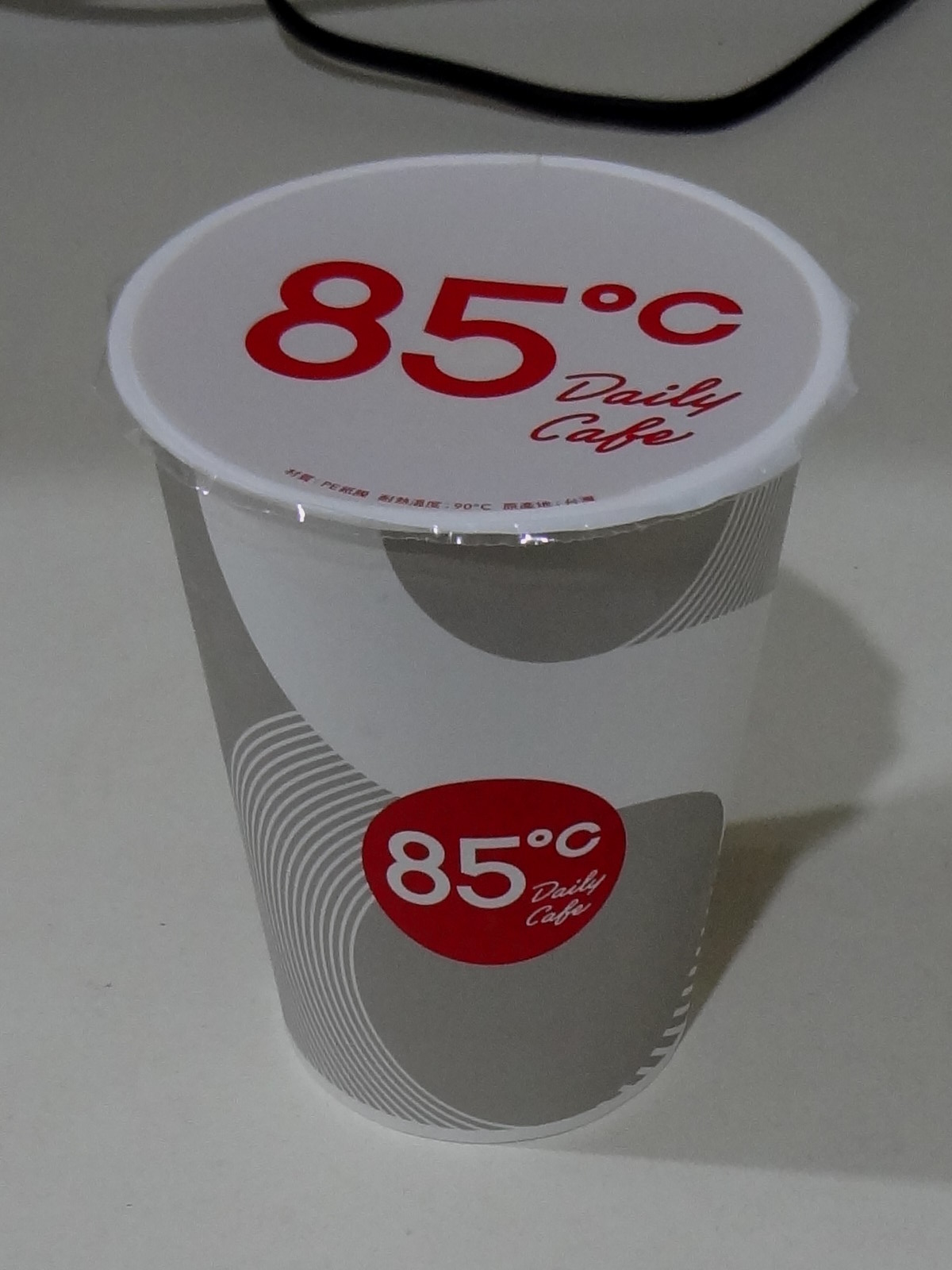
一杯85度C咖啡

85度咖啡蛋糕烘焙專賣店，又稱85°C、85摄氏度或85度C（英語：85 Cafe, 85C Daily Cafe, 85°C Bakery Café, 85 Degrees），是一家來自臺灣、於開曼群島註冊的跨國連鎖餐飲店。除咖啡、茶、蛋糕之外，亦有冰沙、果汁、伴手禮、麵包類等食品。創辦人吳政學因為小舅子喜愛喝咖啡，有天心血來潮拿溫度計去測量咖啡，發現攝氏85度的水沖出來的咖啡最好喝，這個意外的發現，便成了85°C品牌由來。

## 歷史

「開曼美食達人股份有限公司」的集團架構及統計，截至2017年12月31日，有超鏈接「國際調查記者同盟」的「離岸解密」。
參看這個交互式SVG的使用說明位於維基共享資源上的文件描述頁面。

2004年7月28日，第一家85度C門市在新北市永和區保平路（永和保平店）開幕。同年11月24日，第二家門市在台中市西區公益路（台中公益店）開幕，並開放全台加盟，三年內開了300家分店，之後拓展到海外。品牌名稱起源於「咖啡在攝氏85度時喝起來最好喝」此一說法。截至2018年5月，85度C在台湾有435家門市；在中国大陆有589家門市，拥有中央厨房及11个物流中心；在美国有44家門市。模式多為加盟店，直营店據計30家左右。2004年於臺灣成立「開曼美食達人股份有限公司」（英語：Gourmet Master Co. Ltd.），並於開曼群島註冊，2008年9月經由股權重組成立控股司。2010年11月在臺灣證券交易所，轉換以「外國公司」來台第一上市，名稱「Ｆ股」（Foreign issuer），名為「F-美食」或「美食KY」，不僅讓企業的所得稅也因此少繳，也讓吳政學等大股東分到的個人股利，由最高40％的台灣個人綜所稅率，砍半到20％。例如，2010年，因為母公司獲利留在低稅的開曼群島，台灣喪失了1.67億元的營所稅。2023年，獲Interbrand頒發台灣最佳國際品牌第14名。

## 争议

### 衛生问题
- 2013年1月25日，泉州市一家85度店的面包柜里的面包被老鼠啃食，被一市民发现并用手机摄下，投诉店家无果，该市民便将拍摄到的影像寄往当地电视台曝光。[13]
- 2015年7月24日，中國時報報導桃園市衛生局抽查結果顯示85度桃園平鎮延平店的一杯綠茶生菌數47000CFU/mL，為標準10000CFU/mL以下的4.7倍。[14]
- 2016年2月15日，据东南网报道，福州的一位消费者在当地85度店买的一个三明治中发现一条长约5厘米的活蚯蚓。[15]
- 2018年6月26日，新民晚报报道，上海的一名消费者在其购买的85度奶茶中，发现了一节电池。这此之前，已有很多顾客在有关网站的评论区留言，表示该涉事门店的卫生状况堪忧。[16]
- 2018年8月15日，福建南安市监所在卫生检查中发现，85度在南安市水頭店存在食品原材料隨意擺放在地上的现象，要求其进行整改。[17][18]

### 剋扣薪水
2008年，85度五十家店的專案台灣青年勞動九五聯盟檢查結果有32家店違法，其中違反工資規定的有22家、未投保勞保者有29家。
2009年至2014年10月，在澳大利亞悉尼，85度支付四名工人（三名工作假期簽證的台灣人，以及一名中國交換學生）只有法定小時最低工資的56％。澳大利亞的公平工作調查專員要求85度C向其欠付的工人償還總計42,775澳元。

### 造假
2017年4月，上海的市场监管部门发现，全上海85度销售的所谓“肉松面包”，其实际的成份并不是肉松，而是成本更廉价的肉松粉，上海监察部门认为这种行为违反了《中华人民共和国消费者权益保护法》，依法处以85度C15万元的罚款。
2018年6月8日，蘋果日報與中天電視報導85度C花蓮中正店這家沒有丟掉根據85度政策日期的飲料配料，反之違法更改過期標籤試圖掩蓋造假銷售。

### 蔡英文造访洛杉磯门市事件
2018年8月15日，中華民國總統蔡英文出訪巴拉圭時過境美國洛杉磯，造訪當地的85度C門市，店员对蔡英文的到来十分兴奋，请蔡英文总统在抱枕上签名并合影，被中國大陸网友认为是给蔡英文总统送大礼包并曝光于网络上，因此引发此次事件。但85度C中国随后发声明澄清此描述与事实不符。另外中國網友发现，此企业的网站把中國大陸单列出来，这又引起了中國大陸部分网友的不满。此次事件中部分中国大陆网民认为85度C在迎合蔡英文，至少不反对蔡英文的政策与执政，认为其支持台独。稱85度C为「台獨企業」，部分人在网上煽动抵制。而中国大陆多地的地方政府部门在事件发生后，以检查食品安全等為由对當地85度C門店施壓。其更被包括饿了么、口碑、美团、大众点评、百度外卖、百度糯米等多家中国大陆的网络平台暂时下架，无法搜到相关外卖或点评信息。这是继海霸王事件后的又一起类似风波。
对此，85度C於中國大陸官網公開表示公司堅定支持「九二共識」，秉持「兩岸一家親」信念為海峽兩岸的消費者服務。
中国大陆国台办副主任龍明彪则表示，歡迎台灣企業來中國大陸投資發展，但同時反對任何企業一方面在中國大陸賺錢，一方面去支持台獨勢力和活動。台湾政界则多对中国大陆的霸凌和挑起事端不满。蔡英文总统在2018年8月17日首度回应时称「只是买一杯咖啡引来了这么多政治打压，咖啡多多少少走了味，也不健康，由此也看得出台湾人的韧性，不会在压力下低头，而要更团结起来，继续坚持民主自由」。行政院長賴清德說，總統慰問台商成功企業人之常情，中國像盲劍客一樣，社會不會支持。台北市市长柯文哲认为中國大陸长期激发民族主义相当危险，有时为了巩固政权会使用民族主义，当民族主义的热度已经到了危害国家发展的程度，恐成为尾巴摇狗的问题，直言北京不智。台湾陆委会表示无法接受这种批斗台湾企业的做法，陆委会发言人邱垂正指出陆方应深刻体验台商在中國大陸改革开放40年对中國大陸经济的贡献，认为这种文革式恶斗与拙劣做法，以及贴政治标签的做法，已经引起很多人愤怒，与国际社会、普世价值格格不入，严重伤害两岸关系。部分知名人士反对过度解读此次事件，反对因政治问题向台湾的企业进行打压。
在8月16日，其公司台股开盘曾一度跌停，市值蒸發40億新台幣。同日85度C的台湾官网被中國大陸的駭客入侵，官網首頁被替換成蔡英文的修圖照片，需要进行维护。
8月21日，董事長吳政學於85度C事件表態支持九二共識。

## 分店图片

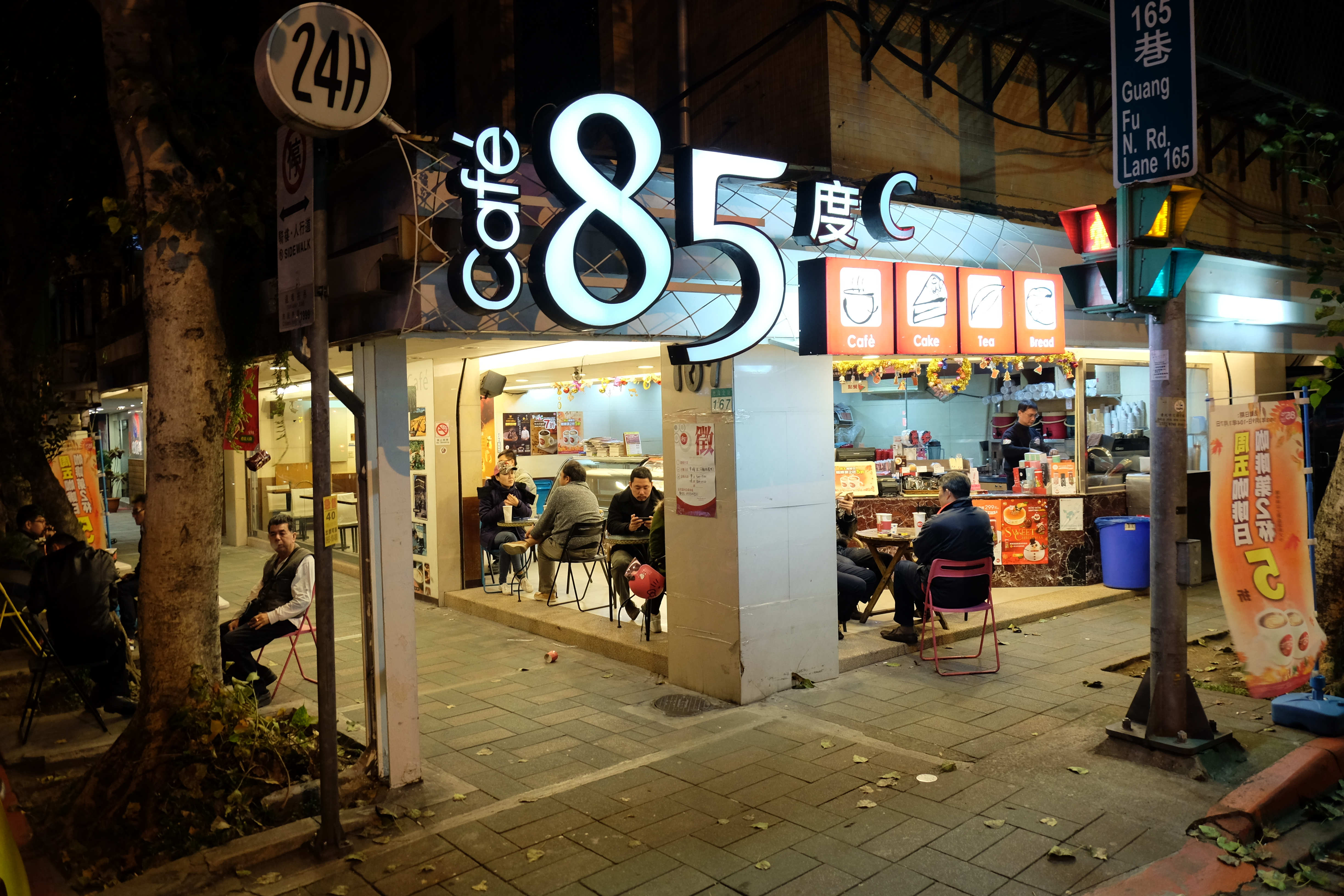
臺北光復北店
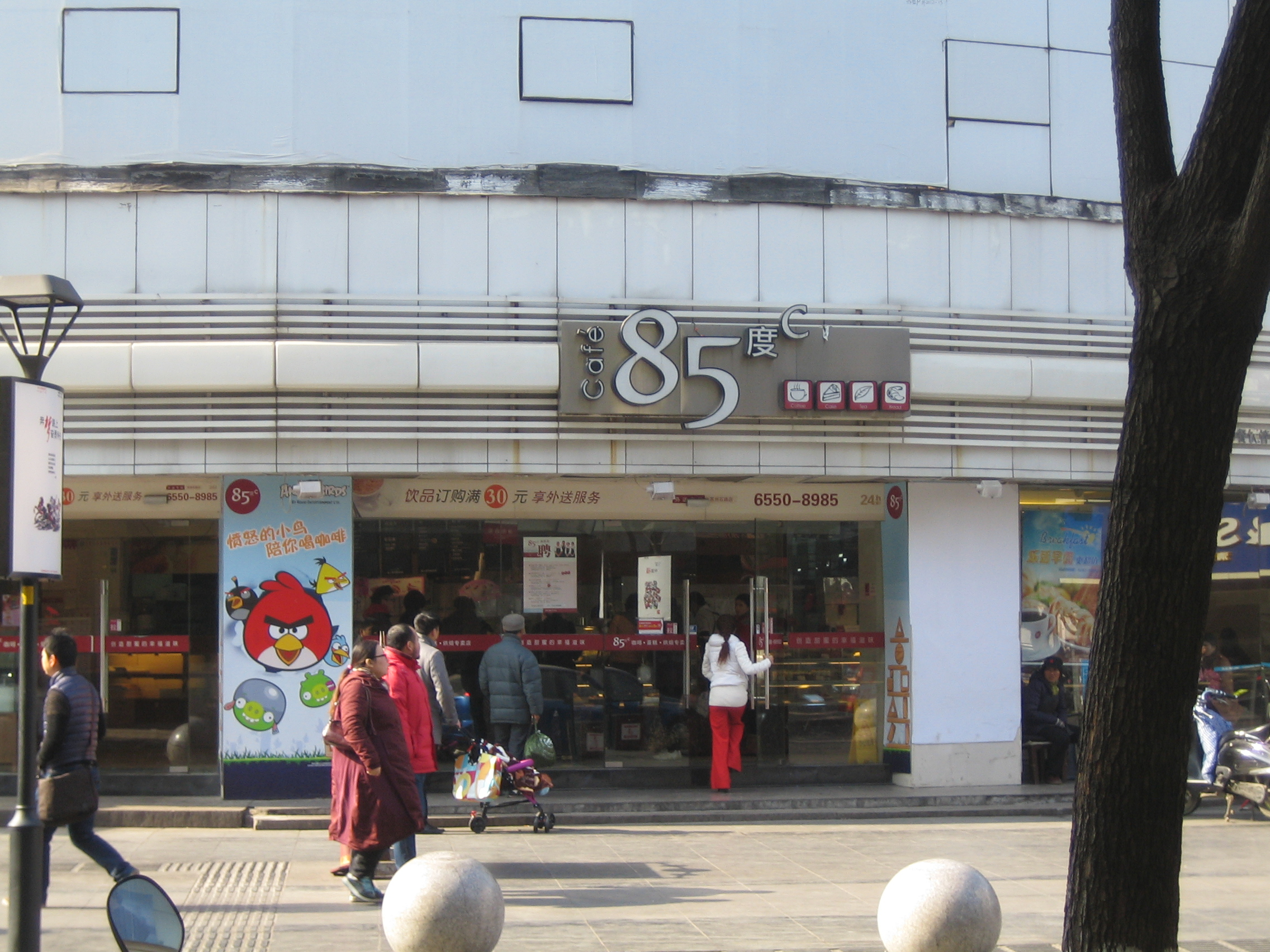
苏州石路店
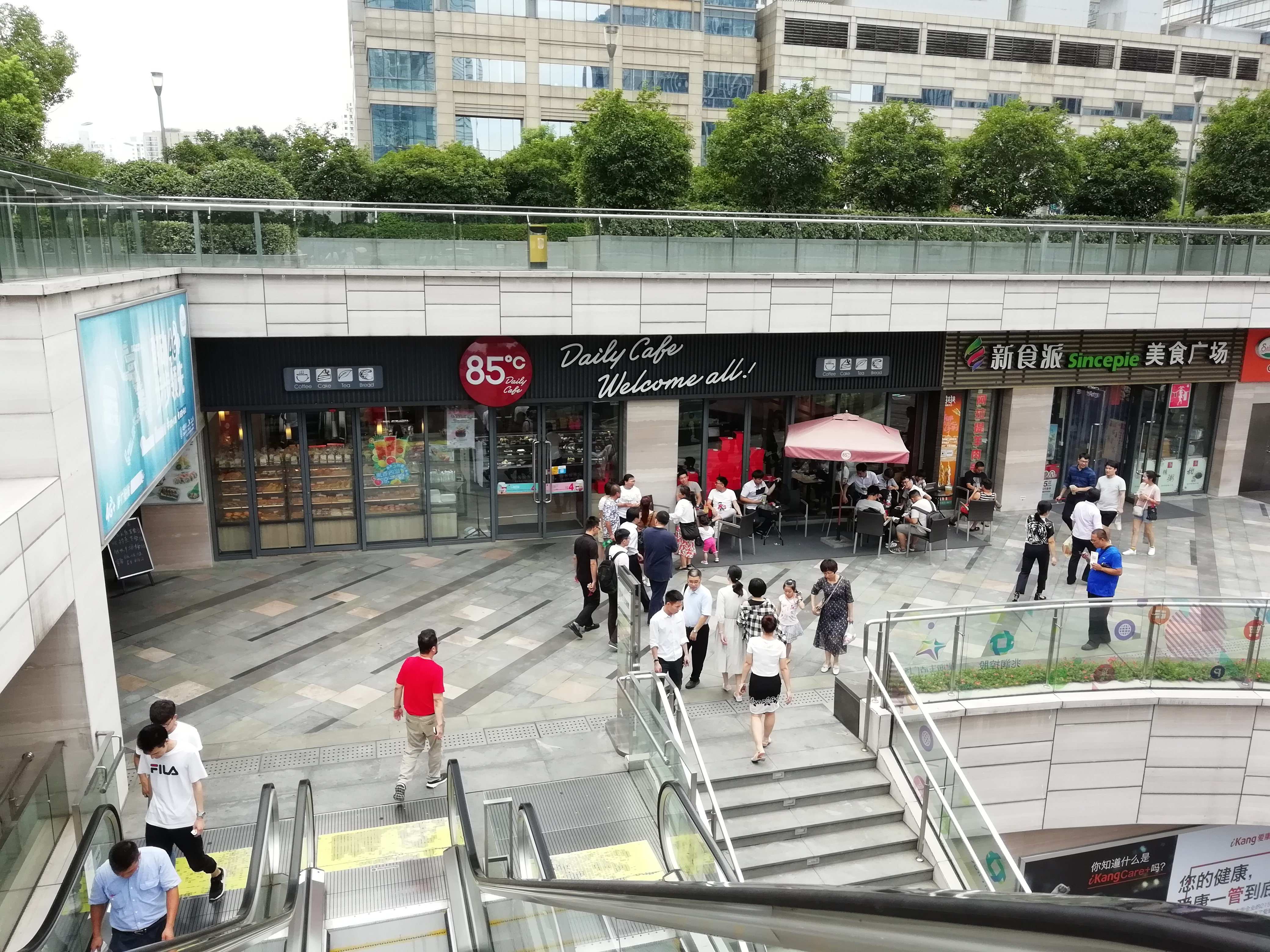
苏州园区星海广场店
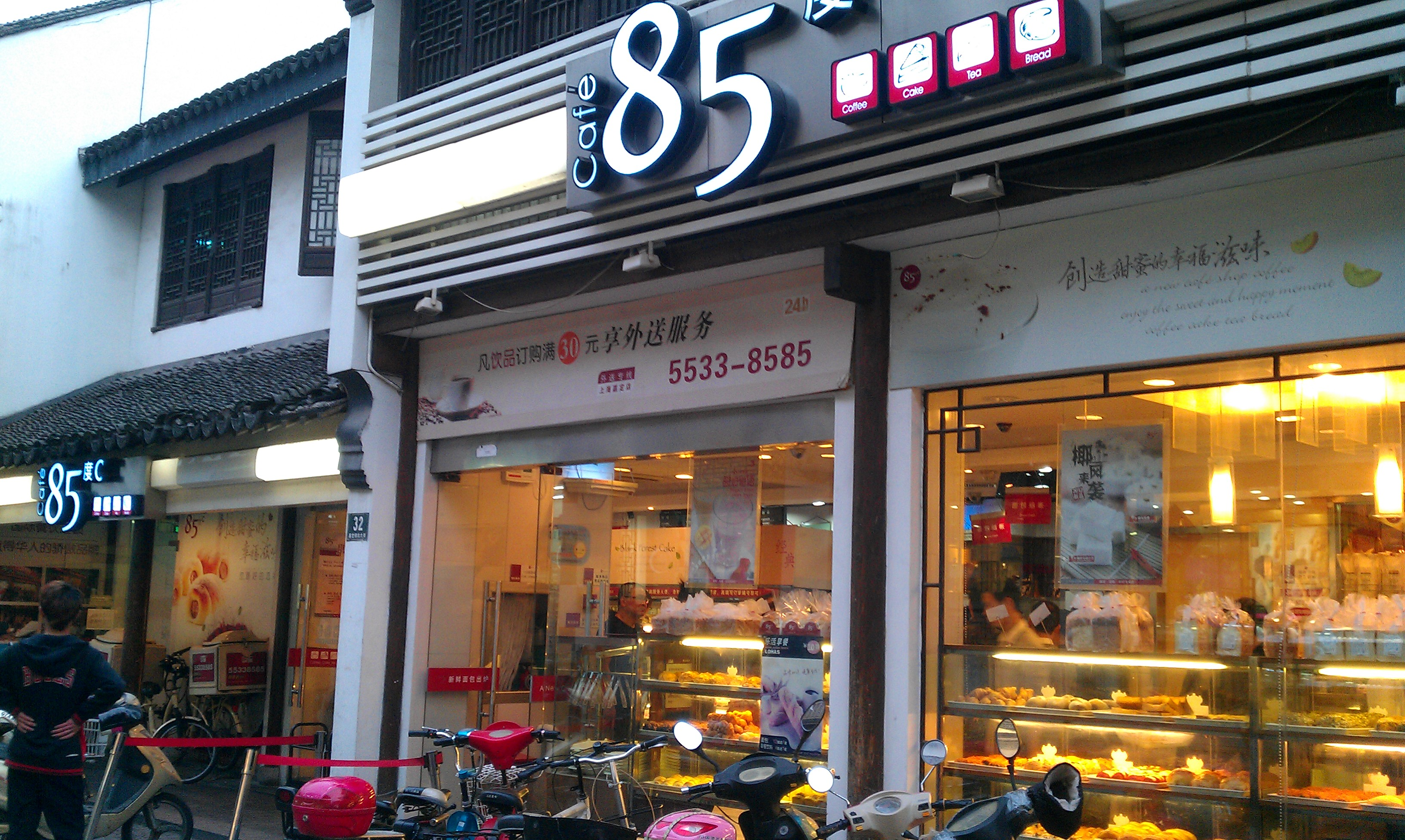
位于上海嘉定区的分店
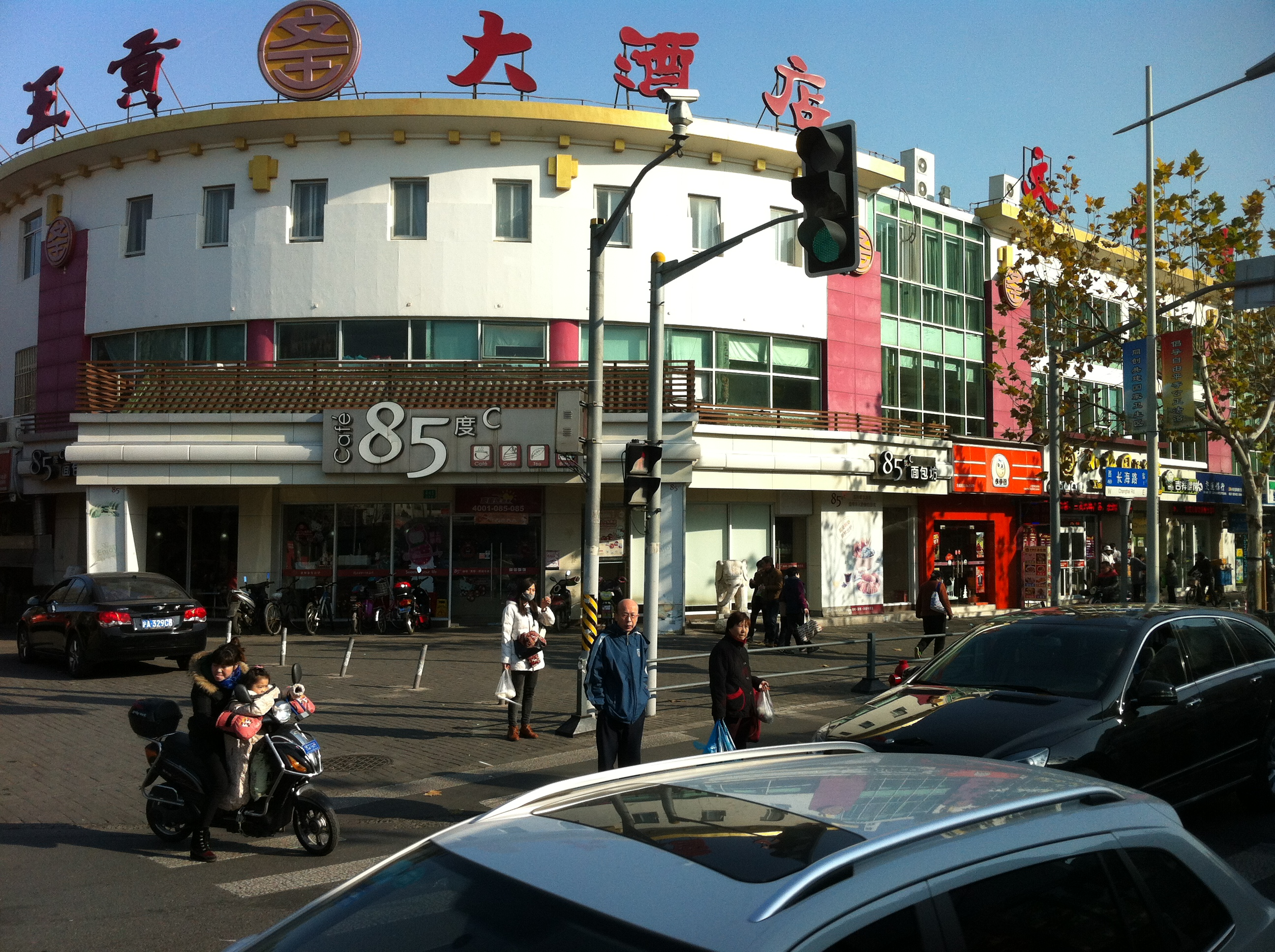
位于上海杨浦区的分店
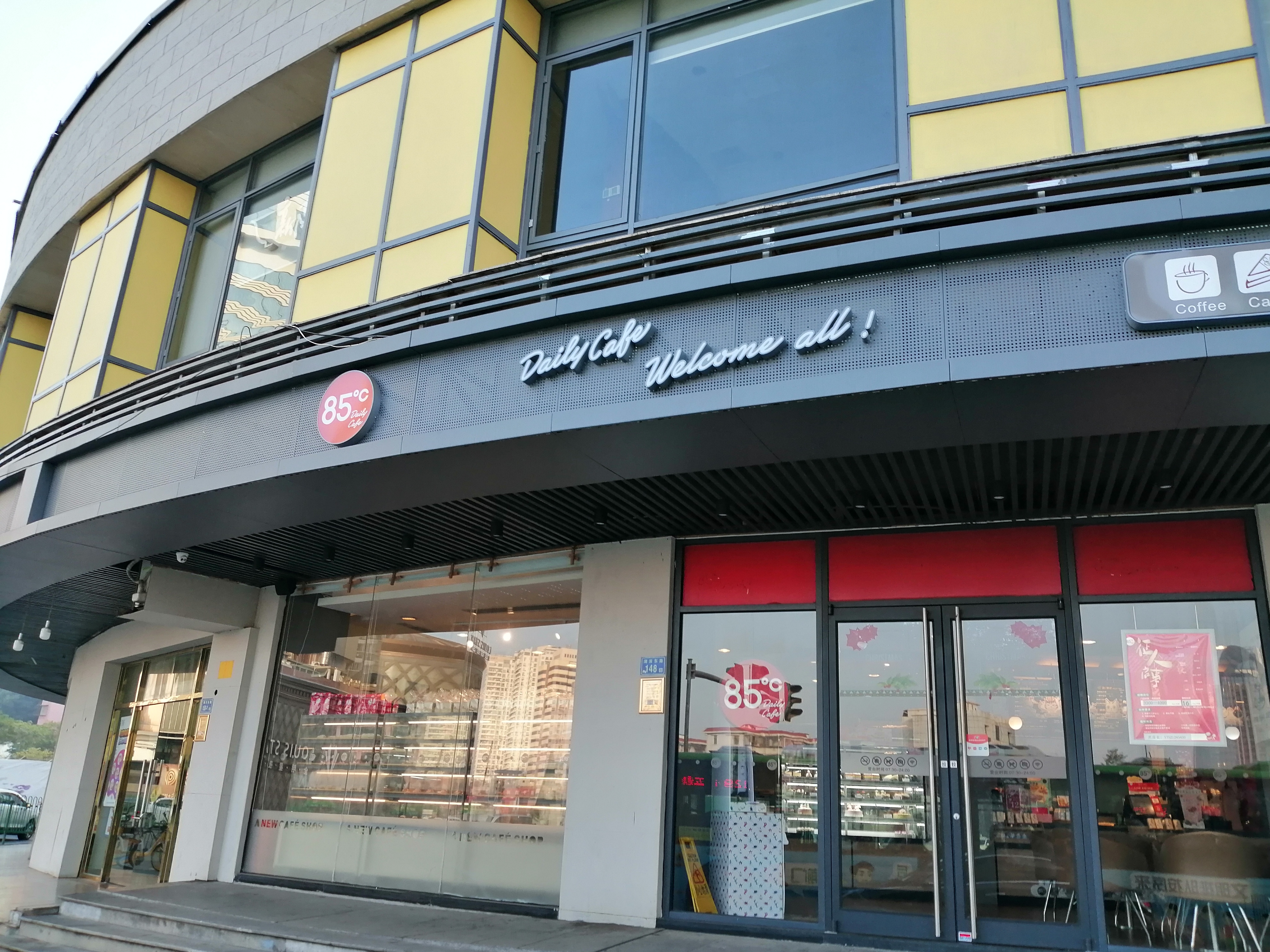
位于厦门湖滨东路的分店
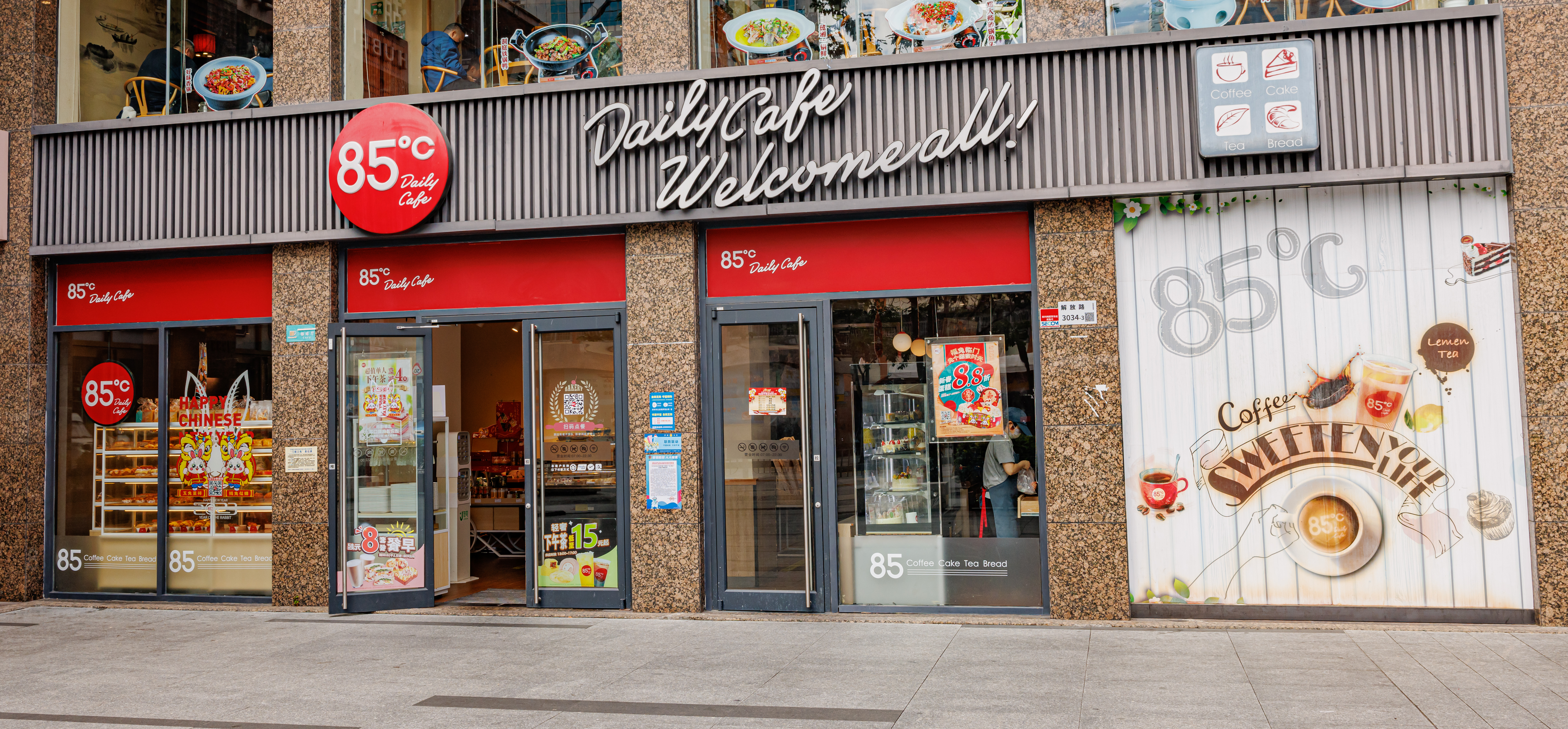
位於深圳解放路的分店
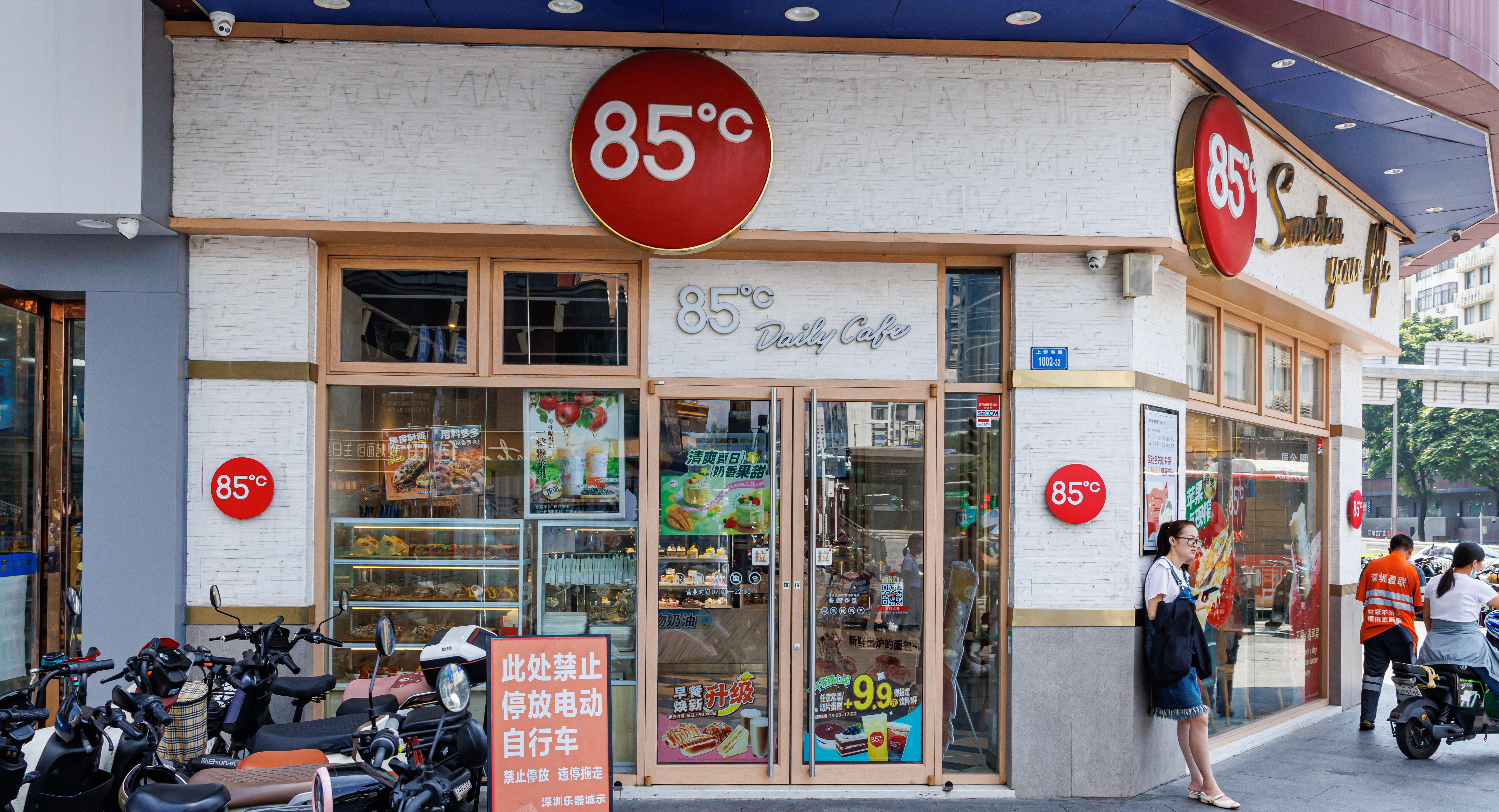
位於深圳上步路的国企大廈店
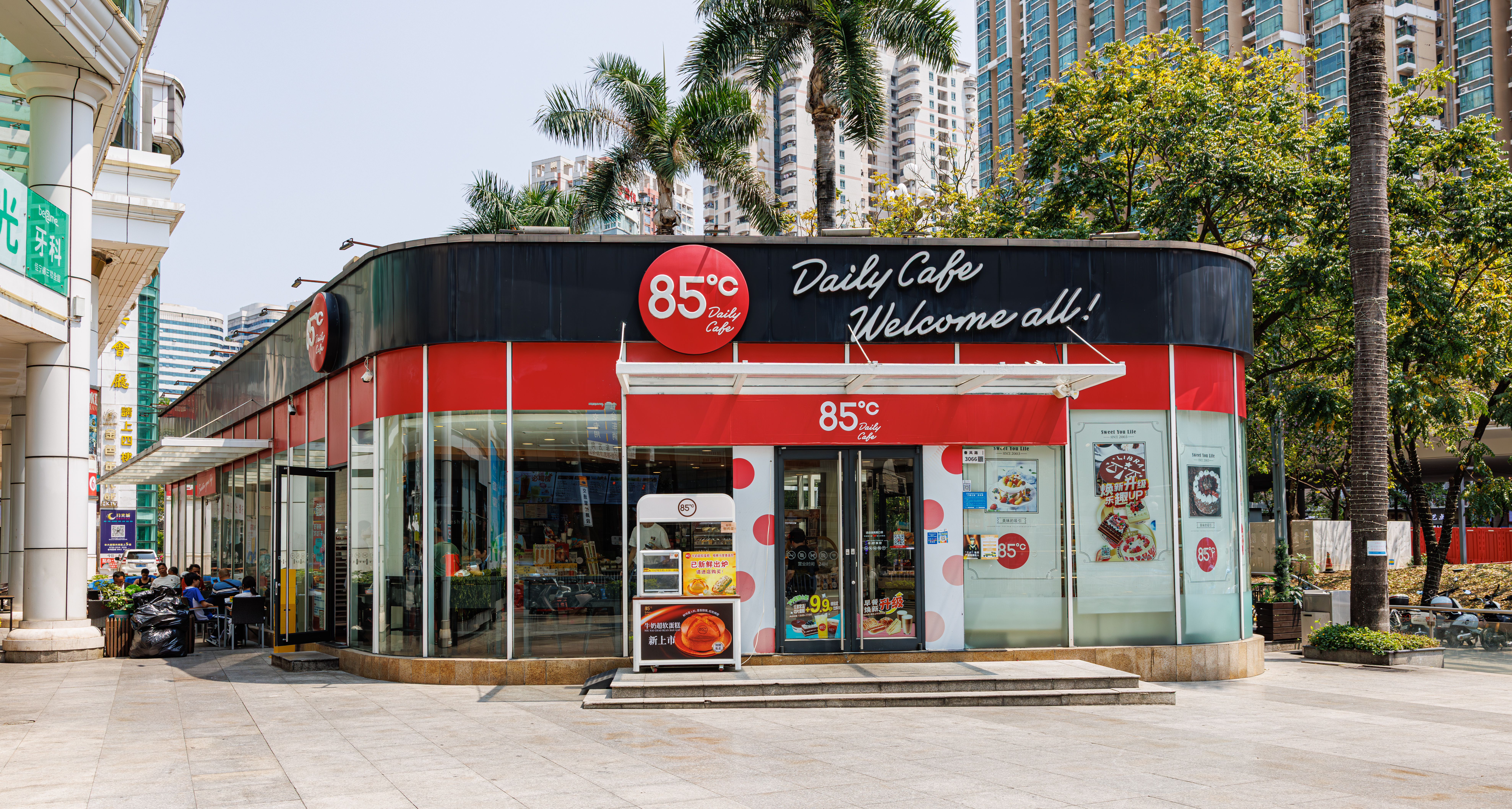
位於深圳人民南路的佳寧娜店
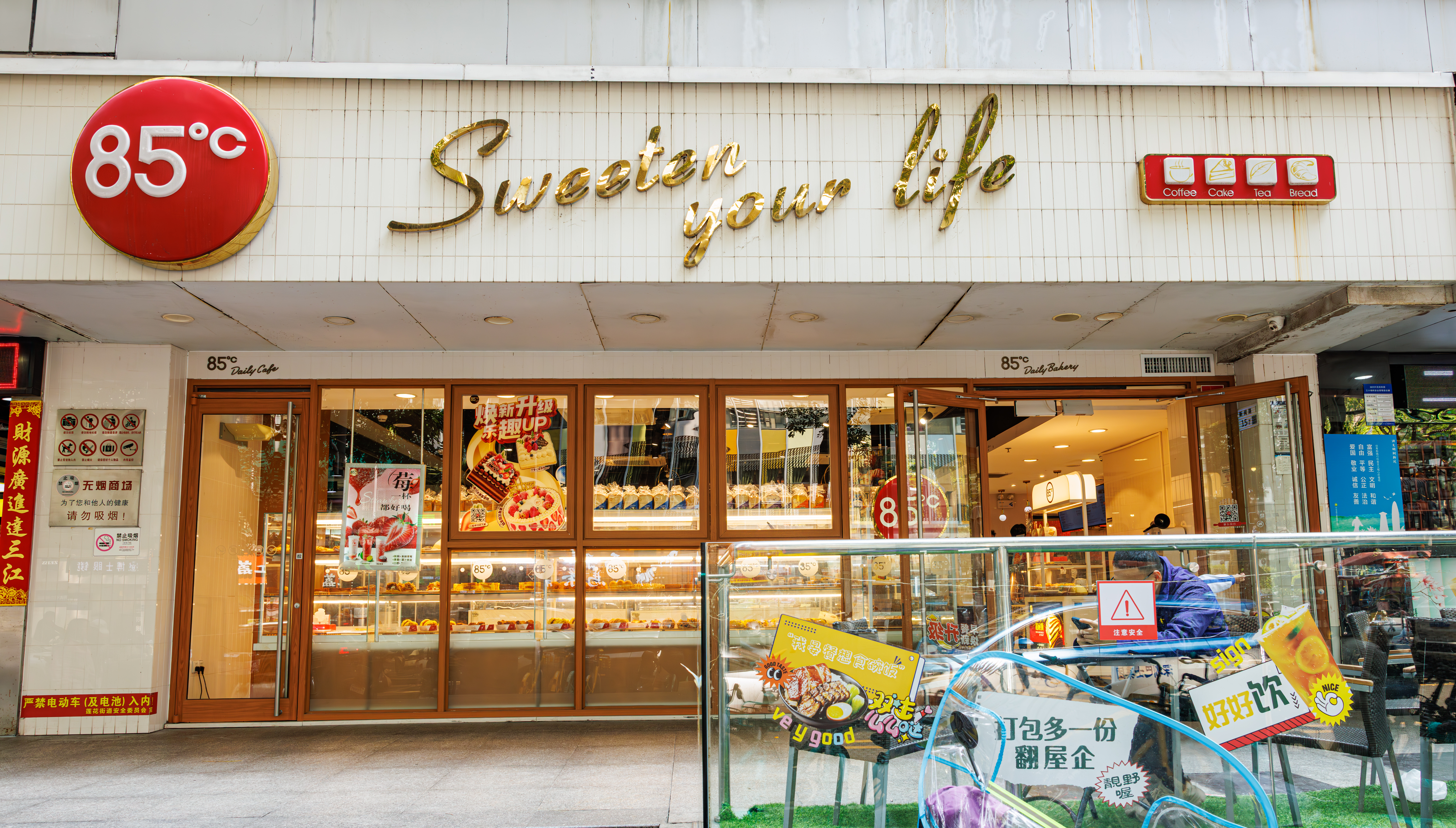
位於深圳新聞路的新聞路店
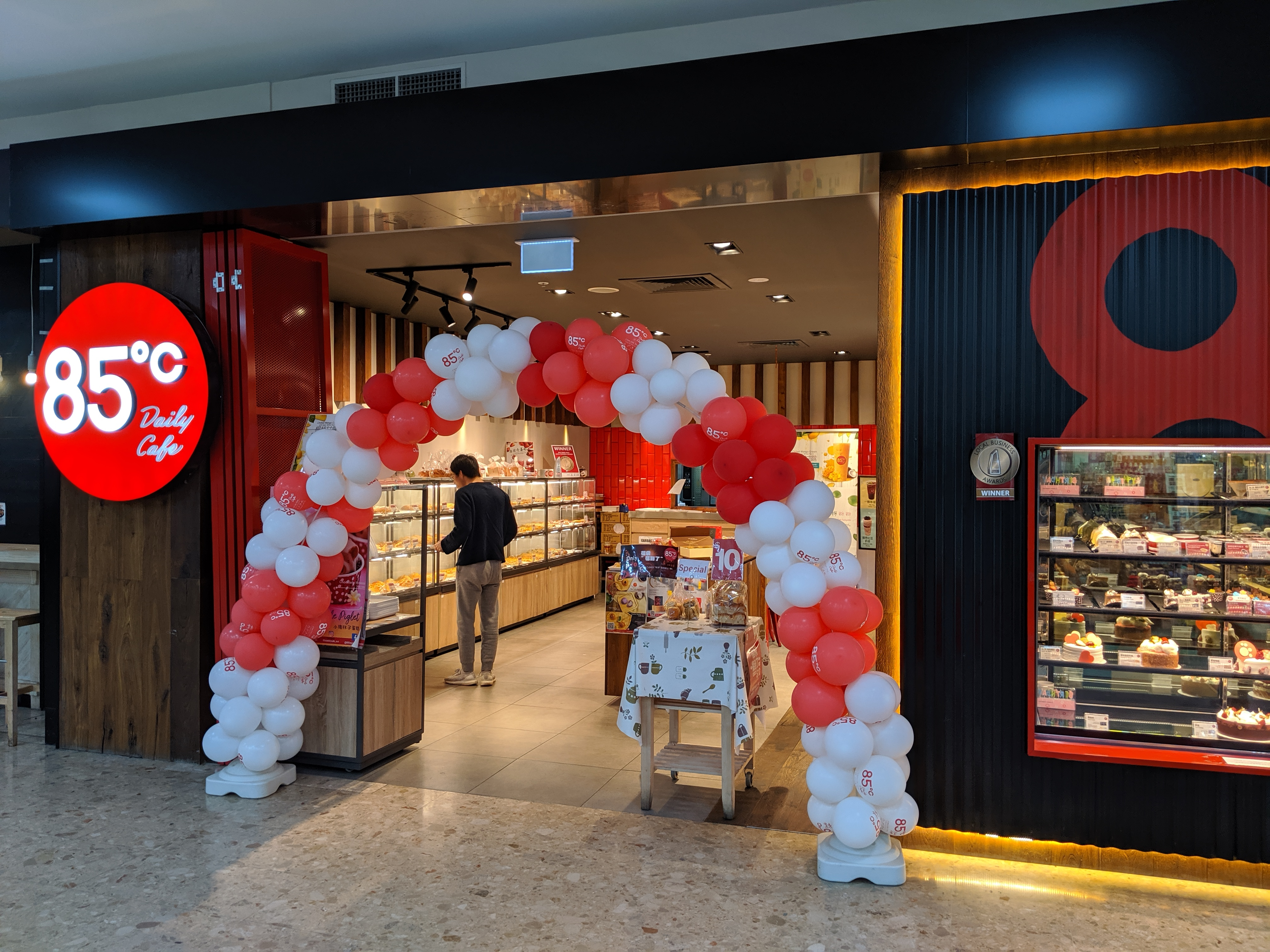
澳洲悉尼 Ashfield 分店

## 外部連結
- （繁體中文）85度C台灣官網（页面存档备份，存于）
- （简体中文）85度C中国大陆官網（页面存档备份，存于）
- 85 Cafe APP(Android版) （页面存档备份，存于）
- 85 Cafe APP(ios版)  （页面存档备份，存于）
- 85度C的Facebook專頁
- 85度C的Instagram帳戶
- 85度C 抖音 （页面存档备份，存于）
- YouTube上的85度C頻道